# デヴィルズ・プレイグラウンド
『デヴィルズ・プレイグラウンド』（Devil's Playground）は、イングランド出身のロック・ボーカリスト、ビリー・アイドルが2005年に発表した6作目のスタジオ・アルバム。純粋な新作アルバムとしては『サイバーパンク』（1993年）以来12年ぶりの作品で、新たに契約を得たサンクチュアリ・レコードから発売された。

## 背景
アイドルは2002年発売のライヴ・アルバム『VH1 Storytellers』において、かつての盟友スティーヴ・スティーヴンスと再び共演した。そして、本作ではスティーヴンスに加えて、かつての共同作業者であるプロデューサー、キース・フォーシーも迎えられた。
元オジー・オズボーン・バンドのブライアン・ティッシーが、ドラムスの演奏に加えて8曲のソングライティングにも貢献した。ティッシーによれば、以前アイドルのバンドのドラマーだったマーク・シュルマンが、スティーヴィー・ニックスからのオファーを受けたため離脱し、ティッシーに声をかけて自分の後任に推薦したという。

## 反響・評価
アメリカでは5週にわたってBillboard 200入りし、最高46位を記録した。アイドルの母国イギリスでは大きな最高に至らず、2005年4月2日付の全英アルバムチャートで78位を記録するが、翌週にはトップ100圏外に落ちた。
Stephen Thomas Erlewineはオールミュージックにおいて5点満点中2点を付け「信頼できる相棒のギタリスト、スティーヴ・スティーヴンスを従えて、アイドルは一部のバラードでさえも、決して滑らかになることなく大声をあげている」と評している。また、ロブ・シェフィールドは2005年3月24日付の『ローリング・ストーン』誌のレビューで5点満点中3点を付け「アイドルはここで、成熟、不安定な世界情勢、人生の意味に対して想いを馳せることもある。しかし幸いにも、彼の一番の関心事は若年のヘッドバンガー達と共に淫らなセックスについて歌うことであり、その意味で彼は今なおビリー・アイドルなのだ」と評している。

## 収録曲
特記なき楽曲はビリー・アイドルとブライアン・ティッシーの共作。
1. スーパー・オーヴァードライヴ - "Super Overdrive" - 4:18
2. ワールド・カミン・ダウン - "World Comin' Down" - 3:33
3. ラット・レース - "Rat Race" (Billy Idol, Steve Stevens) - 4:17
4. シェリー - "Sherri" (B. Idol) - 3:17
5. プラスティック・ジーザス - "Plastic Jesus" (Ed Rush, George Cromarty) - 4:53
6. スクリーム - "Scream" - 4:42
7. イェリン・アット・ザ・クリスマス・トゥリー - "Yellin' at the Xmas Tree" - 4:14
8. ロミオズ・ウェイティング - "Romeo's Waiting" (B. Idol, S. Stevens) - 3:42
9. ボディ・スナッチャー - "Body Snatcher" - 3:57
10. イーヴル・アイ - "Evil Eye" - 4:32
11. レイディ・ドゥ・オア・ダイ - "Lady Do or Die" - 4:37
12. チェリー - "Cherie" - 3:47
13. サマー・ラニング - "Summer Running" (B. Idol, S. Stevens) - 4:33

### 日本盤ボーナス・トラック
1. ブリーディング・ミー・インセイン - "Bleeding Me Insane" - 4:31

## 参加ミュージシャン
- ビリー・アイドル - ボーカル
- スティーヴ・スティーヴンス - ギター
- デレク・シェリニアン - キーボード
- スティーヴン・マクグラス - ベース
- ブライアン・ティッシー - ドラムス、パーカッション
- ジュリアン・ビーストン - ドラム・プログラミング(on #5)